# デイラ・アイランド

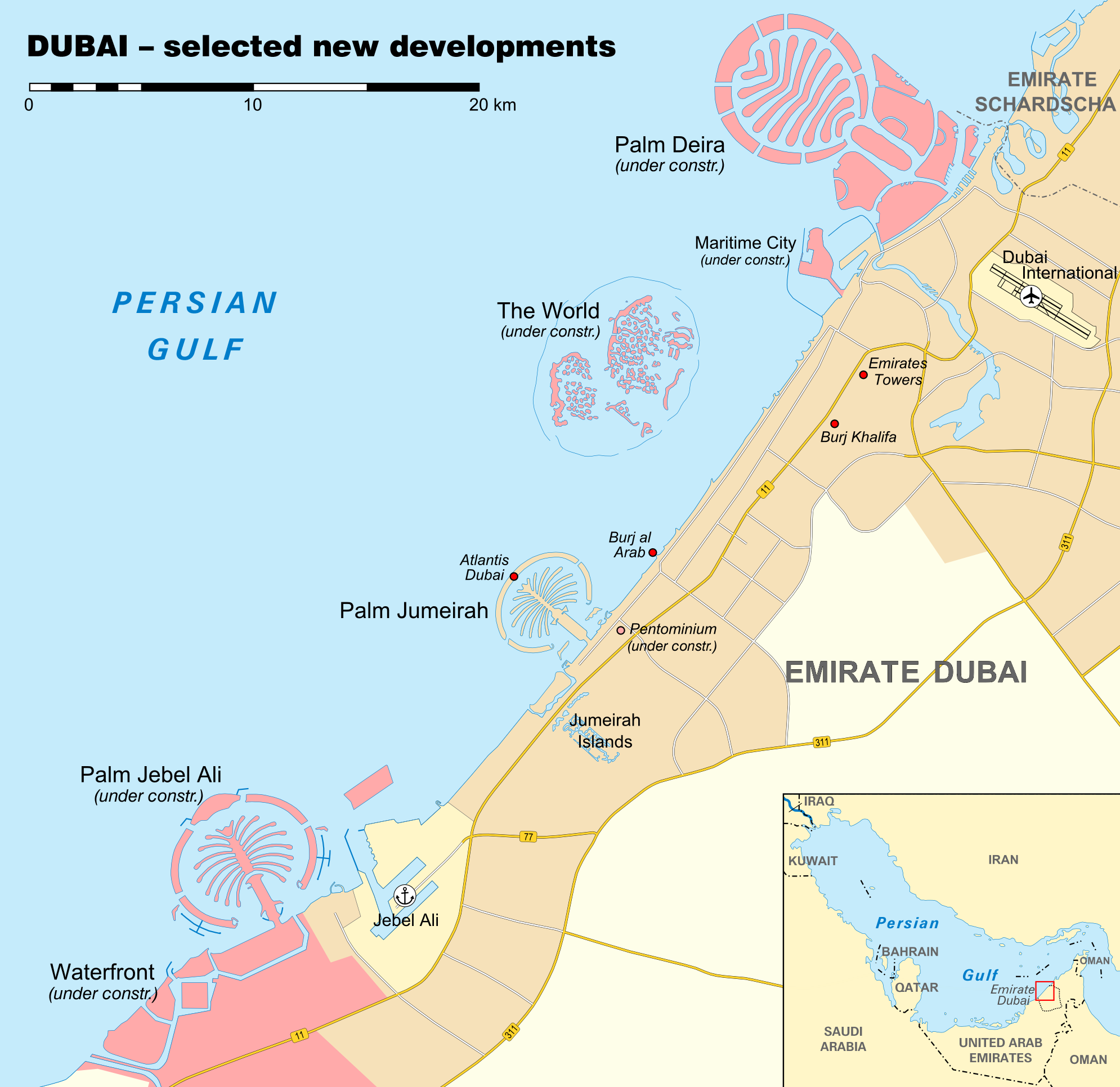
ドバイ沿岸の埋め立て予定図。一番左下からパーム・ジェベル・アリ、パーム・ジュメイラ、ザ・ワールド、パーム・デイラが並ぶ

デイラ・アイランド（Deira Island）は、アラブ首長国連邦のドバイにあるパーム・アイランドの1つ。ドバイ旧市街のデイラ地区沖合に建設される。
2004年10月に計画が発表され、最初のデザインは、パーム・ジュメイラの8倍、パーム・ジェベル・アリの5倍の大きさだったが、その後縮小された。2013年10月、開発業者のナキールは計画を見直し、名称を「パーム・デイラ」（Palm Deira）から変更した。工事は2000年代末以降凍結されている。

## 建設の様子

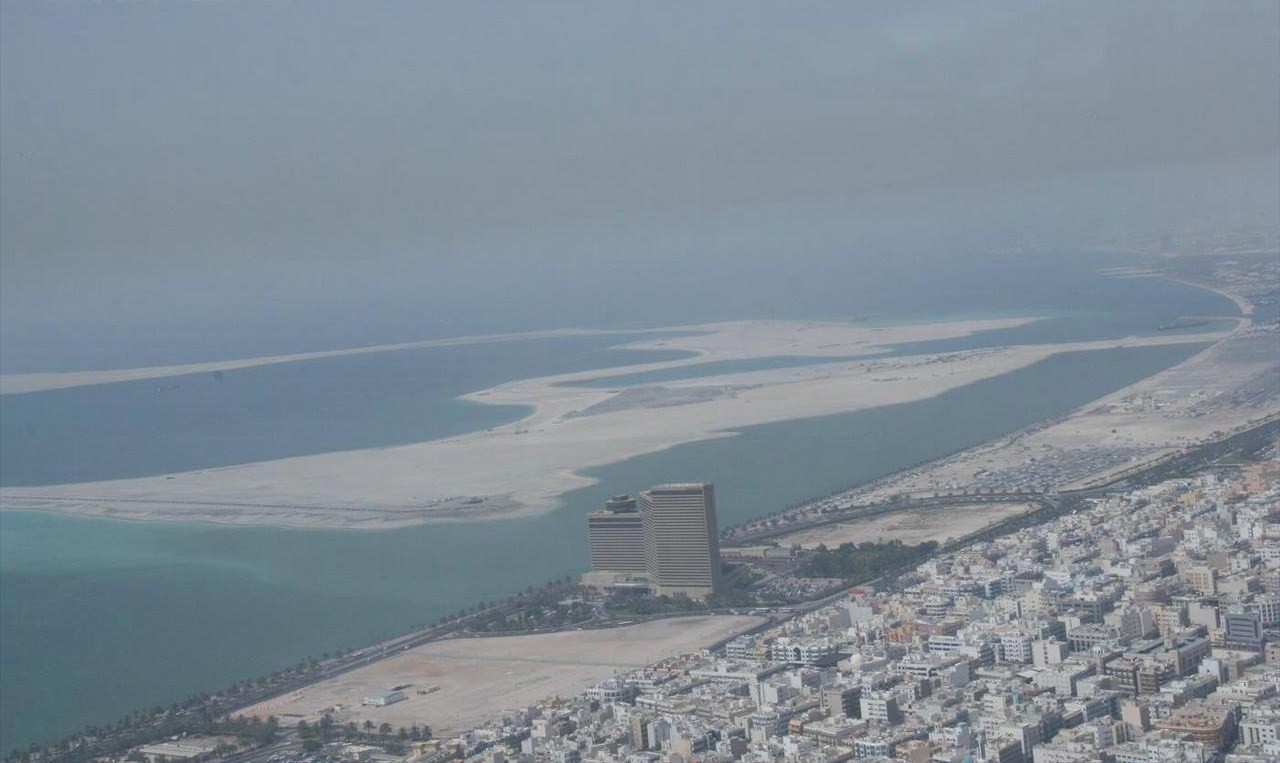
2007年5月1日
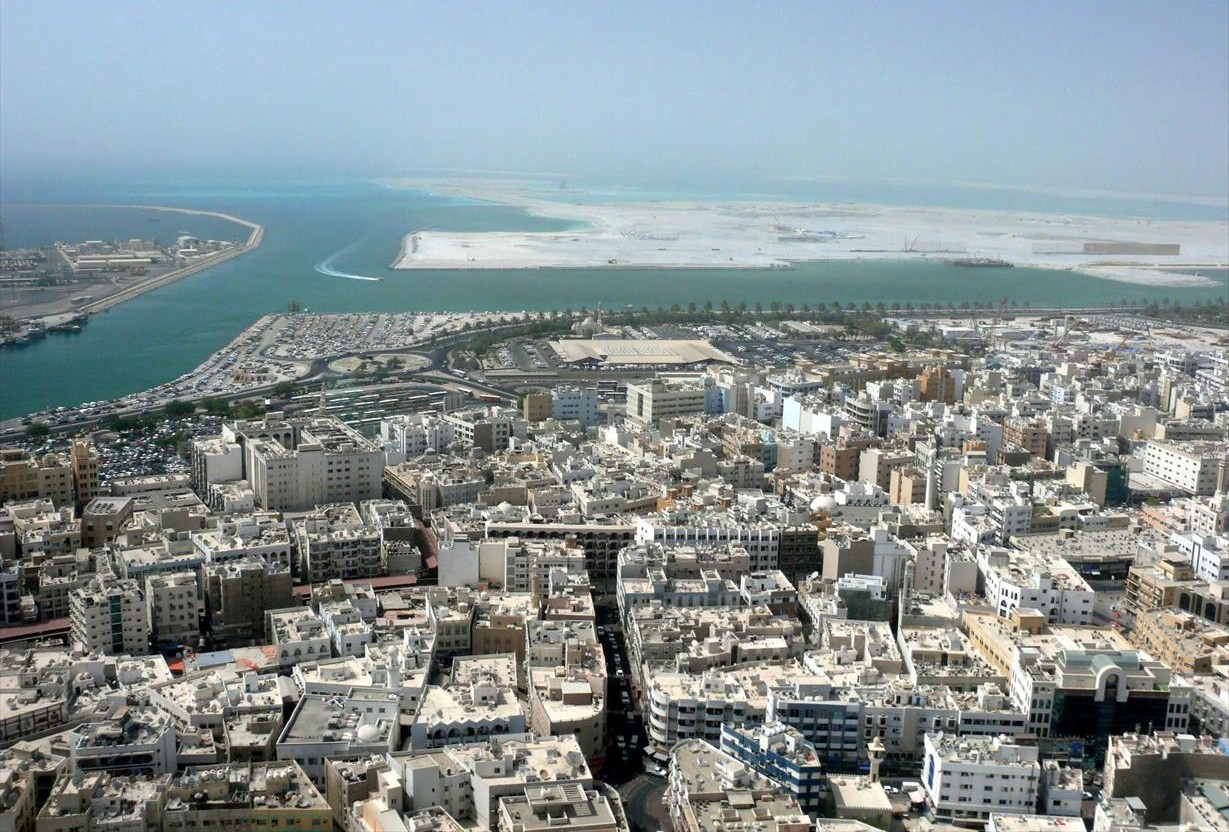
2008年5月8日